# Miserere (Allegri)
Miserere mei, Deus (Latijn voor Wees mij genadig, o God) is een psalmcompositie in barokmuziek door Gregorio Allegri van de boetepsalm 51 van koning David. Rond 1630 componeerde Allegri het stuk in opdracht van Paus Urbanus VIII. Het stuk werd elk jaar tijdens de karmetten op Schortelwoensdag en Goede Vrijdag (beide tijdens de Goede Week) opgevoerd in de Sixtijnse Kapel.
Miserere wordt gezongen door een polyfoon koor, bestaand uit een groep van vier en een groep van vijf zangers, en een gregoriaans koor. De groepen zingen afwisselend gregoriaanse en polyfone zettingen van de psalmtekst.

## Tekst
1. Miserere mei, Deus: secundum magnam misericordiam tuam.
2. Et secundum multitudinem miserationum tuarum, dele iniquitatem meam.
3. Amplius lava me ab iniquitate mea: et a peccato meo munda me.
4. Quoniam iniquitatem meam ego cognosco: et peccatum meum contra me est semper.
5. Tibi soli peccavi, et malum coram te feci: ut justificeris in sermonibus tuis, et vincas cum judicaris.
6. Ecce enim in iniquitatibus conceptus sum: et in peccatis concepit me mater mea.
7. Ecce enim veritatem dilexisti: incerta et occulta sapientiae tuae manifestasti mihi.
8. Asperges me hysopo, et mundabor: lavabis me, et super nivem dealbabor.
9. Auditui meo dabis gaudium et laetitiam: et exsultabunt ossa humiliata.
10. Averte faciem tuam a peccatis meis: et omnes iniquitates meas dele.
11. Cor mundum crea in me, Deus: et spiritum rectum innova in visceribus meis.
12. Ne projicias me a facie tua: et spiritum sanctum tuum ne auferas a me.
13. Redde mihi laetitiam salutaris tui: et spiritu principali confirma me, confirma me.
14. Docebo iniquos vias tuas: et impii ad te convertentur.
15. Libera me de sanguinibus, Deus, Deus salutis meae: et exsultabit lingua mea justitiam tuam.
16. Domine, labia mea aperies: et os meum annuntiabit laudem tuam.
17. Quoniam si voluisses sacrificium, dedissem utique: holocaustis non delectaberis, non delectaberis.
18. Sacrificium Deo spiritus contribulatus: cor contritum, et humiliatum, Deus, non despicies.
19. Benigne fac, Domine, in bona voluntate tua Sion: ut aedificentur muri  Jerusalem.
20. Tunc acceptabis sacrificium justitiae, oblationes, et holocausta: tunc imponent super altare tuum vitulos.

### Vertaling
1. Wees mij genadig, o God, uit Uw grote goedheid.
2. Neem met Uw vele genadedaden mijn zonden weg.
3. Was mij grondig van mijn goddeloosheid: en reinig mij van mijn zonde.
4. Want ik erken mijn fouten: en mijn zonde staat me altijd bij.
5. Alleen tegen U heb ik gezondigd en het kwaad jegens U gedaan: laat Uw uitspraak het veroordelen, en laat U overwinnen wanneer U oordeelt.
6. Zie, ik ben gevormd in goddeloosheid, en in zonde heeft mijn moeder mij ontvangen.
7. Maar zie, u verlangt de waarheid: en in het geheim zult u me wijsheid laten begrijpen.
8. Gij zult mij reinigen met hysop, en ik zal rein zijn; Gij zult mij wassen, en ik zal witter zijn dan sneeuw.
9. Gij zult mij vreugde en blijdschap laten horen: opdat de beschaamde (?) beenderen zich kunnen verheugen.
10. Keer Uw gezicht af van mijn zonden: en wis al mijn zonden uit.
11. Maak mijn hart rein, o God: en vernieuw een juiste geest in mij.
12. Verban mij niet uit Uw aanwezigheid en neem Uw Heilige Geest niet van mij weg.
13. O geef mij weer de troost van Uw hulp: en bevestig mij met Uw vrije Geest.
14. Dan zal Ik Uw wegen aan de goddelozen onderwijzen: en zondaars zullen tot U worden bekeerd.
15. Verlos mij van bloedschuld, o God, Gij die de God van mijn gezondheid zijt; en mijn tong zal zingen van Uw gerechtigheid.
16. Gij zult mijn lippen openen, o Heer; en mijn mond zal U loven.
17. Want U begeert geen offer, anders zou ik het U schenken; maar U verheugt u niet in brandoffers.
18. Het offer aan God is een onrustige geest: een gebroken en verslagen hart, o God, zult u niet verachten.
19. Wees Sion gunstig en genadig: bouw de muren van Jeruzalem.
20. Dan zal het offer der gerechtigheid, met het brandoffer en de offeranden U behagen; dan zullen zij jonge ossen offeren op Uw altaar.

## De compositie lekt uit
Het Vaticaan had het kopiëren van de compositie streng verboden op straffe van excommunicatie. Slechts drie kopieën werden toegestaan en deze werden aan Keizer Leopold I, aan Padre Martini en aan het Koningshuis van Portugal geschonken. Meerdere componisten probeerden vergeefs de tekst en melodie uit te schrijven of te stelen.
In 1770 bezocht de toen veertienjarige Wolfgang Amadeus Mozart Rome, waarbij hij de metten van Schortelwoensdag en Goede Vrijdag bijwoonde. Hij bleek in staat om de tekst en compositie achteraf uit te schrijven en begon het stuk zelf in Wenen op te voeren. Drie maanden later werd hij door Paus Clemens XIV naar Rome geroepen. De Paus complimenteerde hem met deze prestatie en van excommunicatie was dan ook geen sprake. In plaats daarvan kreeg Mozart de Orde van de Gulden Spoor.
Niet veel later ontmoette Mozart de Brit Charles Burney, die het stuk in Londen onder de aandacht bracht. Ook Felix Mendelssohn, Pergolesi en Franz Liszt hebben een versie uitgebracht.
Een bekende opname van Miserere werd in 1963 gemaakt in King's College Chapel van de universiteit van Cambridge, gezongen in het Engels onder leiding van dirigent Sir David Willcocks, met als jongenssopraan Roy Goodman.